# 2390 Nežárka
A 2390 Nežárka (ideiglenes jelöléssel 1980 PA1) a Naprendszer kisbolygóövében található aszteroida. Zdenka Vávrová fedezte fel 1980. augusztus 14-én.